# Micralarctia tolgoeti
Micralarctia tolgoeti is een vlinder uit de familie spinneruilen (Erebidae), onderfamilie beervlinders (Arctiinae). De wetenschappelijke naam van de soort is voor het eerst geldig gepubliceerd in 1988 door Watson.
Deze nachtvlinder komt voor in tropisch Afrika.